# واو الكبير
واو الكبير هي مدينة في شعبية مرزق جنوب غرب ليبيا. تقع على بعد حوالي 115.06 كيلومترًا (71.49 ميلًا) من واو الناموس.